# Каєтан Потоцький (староста)
Каєтан Потоцький на Підгайцях гербу Срібна Пилява (пол. Kajetan Potocki; бл. 1745, Ужендув — перед 1803) — польський шляхтич, урядник Королівства Польського, з 1784 року граф. Батько — Евстахій Потоцький. Небіж Катажини Коссаковської. Посади: димерський, ужендувський староста. Дружина — Анна Цетнер, донька Ігнація Цетнера. листувався, зокрема, з Гуго Коллонтаєм.